# Helmut Pape
Helmut Pape (* 30. Juli 1950 in Hildesheim) ist ein deutscher Philosoph.

## Leben
Pape studierte Philosophie, Soziologie und Anglistik an der Universität Hamburg. Von 1977 bis 1978 war er als Research Associate am „Institute for Language and Semiotic Studies“ der Indiana University, Bloomington, USA, tätig. 1981 wurde er an der Universität Hamburg bei Klaus Oehler promoviert mit einer Arbeit über die Perspektivität natürlicher Sprache und die Ontologie der Zeichen, einer Untersuchung zur Philosophie und Semiotik von Charles S. Peirce.
Nach der Promotion arbeitete Pape von 1982 bis 1985 als freier Autor, Philosoph und Übersetzer von Science-Fiction und philosophischen Werken in Montjoi (Südfrankreich), wo er später auch im Rahmen der Académie du Midi bis 1990 philosophische Tagungen organisierte. Von 1981 bis 1982 war er als Dokumentar für zeitgeschichtliche Bücher für den Spiegel-Buch Verlag tätig gewesen. Ab 1985 erhielt Pape eine Stelle als Hochschulassistent an der Universität Freiburg bei Klaus Jacobi. In den Jahren 1987 und 1990 konnte er am Center for Philosophy of Science in Pittsburgh bei Nicholas Rescher tätig werden, wo er über die Geometrie des Sichtbaren arbeitete. 1991 erhielt Pape eine Stelle als Vertreter einer C 2-Professur an der Universität Hannover, wo er sich 1993 mit einer Arbeit über die Bedeutung und Seinsart visueller Eigenschaften habilitierte. 1997 wurde er am Kulturwissenschaftlichen Institut in Essen Fellow der Arbeitsgruppe „Politische Theorie der Massenkultur.“ Nach Ende seiner Lehrtätigkeit in Hannover lebt Pape als freier Philosoph und Schriftsteller seit 2001 in Bamberg und lehrt als außerplanmäßiger Professor Philosophie an der Universität Bamberg. 2003 gründete er „Vinosophia“, eine Firma, die Weine mit Philosophen und ihren Konzepten verknüpft und erhielt er die Leitung eines DFG-Editionsprojektes an der Universität Bamberg, das den Band zu den Lowell-Lectures über Logik in Harvard von 1903 der amerikanischen kritischen Ausgabe der Werke von Charles S. Peirce vorbereitet. Von Oktober 2004 bis Juli 2005 arbeitete Pape als Fellow am Forschungsinstitut für Philosophie in Hannover über „Grundlinien einer Anthropologie und Ethik der Mitmenschlichkeit“. Im Wintersemester 2006/2007 und Sommersemester 2007 vertrat er die W 3-Professur für theoretische Philosophie und Wissenschaftstheorie von Alfred Nordmann an der TU Darmstadt. Von Oktober 2009 bis September 2010 arbeitete er als Fellow an dem von Horst Bredekamp und John Michael Krois geleiteten DFG-Forscherkolleg Bildakt und Verkörperung an der Humboldt-Universität zu Berlin.

## Werke

### Als Autor
- Erfahrung und Wirklichkeit als Zeichenprozeß. Charles S. Peirces Entwurf einer Spekulativen Grammatik des Seins, Suhrkamp, Frankfurt 1989, ISBN 978-3-518-57950-3.
- Die Unsichtbarkeit der Welt. Eine visuelle Kritik neuzeitlicher Ontologie, Suhrkamp, Frankfurt 1997, ISBN 978-3-518-58204-6.
- Der dramatische Reichtum der konkreten Welt. Der Ursprung des Pragmatismus im Denken von Charles S. Peirce und William James, Velbrück, Weilerswist 2002, ISBN 3-934730-38-8.
- Charles Sanders Peirce zur Einführung. Junius, Hamburg 2004, ISBN 978-3-88506-391-9.
- Der Körper der Moral. Velbrück Wissenschaft, Weilerswist 2024, ISBN 978-3-95832-356-8.

### Als Herausgeber und Übersetzer
- Hector-Neri Castañeda: Sprache und Erfahrung. Texte zu einer neuen Ontologie, aus dem Amerikanischen und mit einer Einleitung von Helmut Pape, Suhrkamp, Frankfurt 1982, ISBN 978-3-518-06426-9
- Charles Sanders Peirce: Phänomen und Logik der Zeichen, herausgegeben und aus dem Amerikanischen von Helmut Pape, Suhrkamp, Frankfurt 1983, ISBN 978-3-518-28025-6
- Charles Sanders Peirce: Naturordnung und Zeichenprozeß. Schriften über Semiotik und Naturphilosophie. Mit einem Vorwort von Ilya Prigogine, herausgegeben und eingeleitet von Helmut Pape, aus dem Amerikanischen von Bertram Kienzle, Suhrkamp, Frankfurt 1990, ISBN 978-3-518-28512-1
- Das Denken und die Struktur der Welt. Hector-Neri Castañeda's epistemische Ontologie in Darstellung und Kritik, Aufsatzsammlung (mit Klaus Jacobi), de Gruyter, Berlin/New York 1990, ISBN 978-3-11-011302-0
- Dimensionen des Selbst. Selbstbewußtsein, Reflexivität und Bedingungen von Kommunikation, Aufsatzsammlung (mit Bertram Kienzle), Suhrkamp, Frankfurt 1991, ISBN 978-3-518-28542-8
- Kreativität und Logik. Charles S. Peirce und das philosophische Problem des Neuen, Aufsatzsammlung, Suhrkamp, Frankfurt 1994, ISBN 978-3-518-28710-1
- Zeit und Zeichen, Aufsatzsammlung (mit Tilman Borsche und Johann Kreuzer), Fink 1999, ISBN 978-3-7705-2873-8
- Charles Sanders Peirce: Semiotische Schriften, eingeleitet und herausgegeben und aus den Amerikanischen von Helmut Pape und Christian Kloesel, Suhrkamp, Frankfurt 2000, Band 1: 1865–1903 ISBN 978-3-518-29080-4, Band 2: 1903–1906 ISBN 978-3-518-29081-1, Band 3: 1906–1913 ISBN 978-3-518-29082-8
- Indexikalität und sprachlicher Weltbezug, Aufsatzsammlung (mit Matthias Kettner), mentis, Paderborn 2002, ISBN 978-3-89785-149-8
- Charles Sanders Peirce: Das Denken und die Logik des Universums. Die Vorlesungen der Cambridge Conferences von 1898, aus dem Amerikanischen von Helmut Pape. Einleitung und Kommentar von Hilary Putnam und Kenneth Laine Ketner. Mit einem Anhang unveröffentlichter Manuskripte übersetzt und eingeleitet von Helmut Pape, Suhrkamp, Frankfurt 2002, ISBN 978-3-518-58325-8
- Saul A. Kripke: Wittgenstein über Regeln und Privatsprache. Eine elementare Darstellung, aus dem Amerikanischen von Helmut Pape, Suhrkamp, Frankfurt 2006, ISBN 978-3-518-29383-6